# Armas de haste

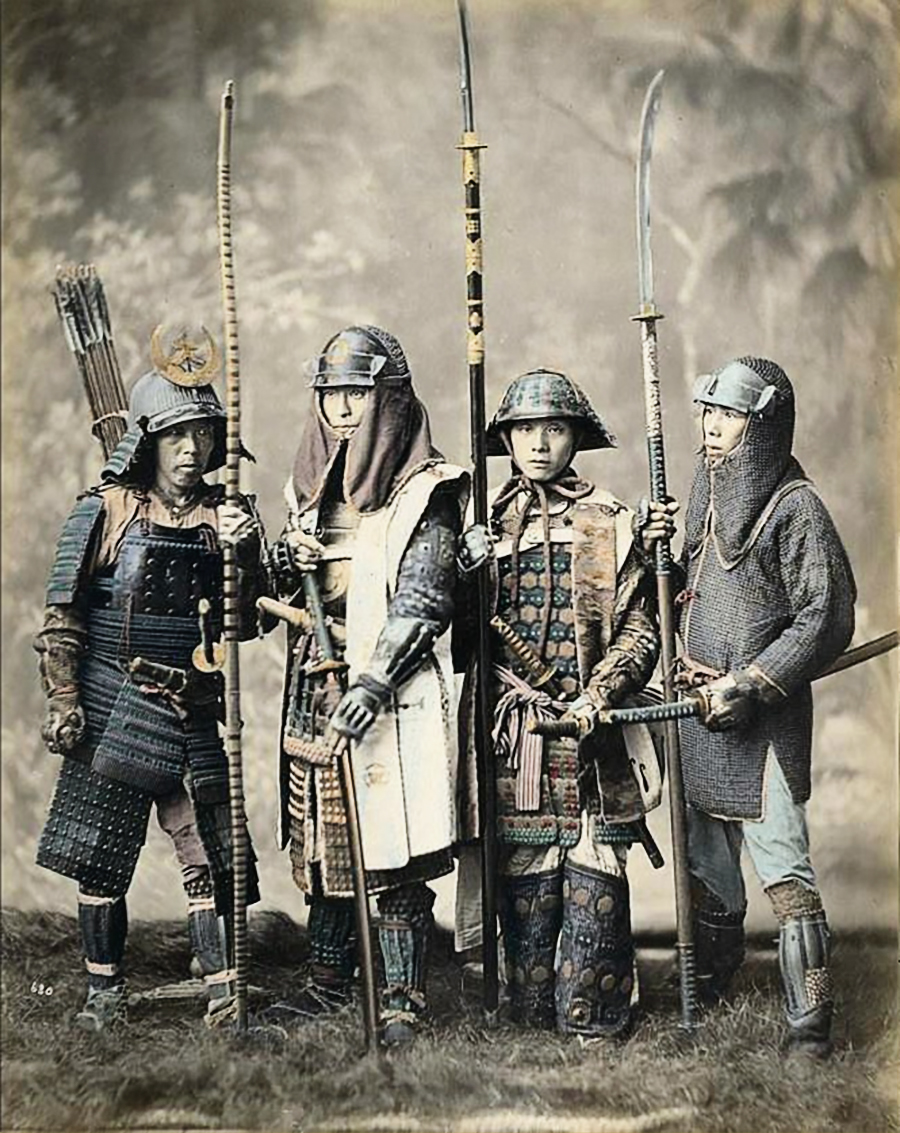
Samurai japoneses com diversas armas de haste, cerca de 1880.

Armas de haste ou armas de fuste são armas brancas compostas por um fuste ou uma haste de madeira ou metal em cuja ponta é fixada uma lâmina ou ponta.
A alabarda, surgida no fim do século XIII, deu origem a diversas armas de haste, que incorporavam elementos de outras armas já existentes. No entanto, até o século XV elas eram pouco usadas pelo menos em Portugal, com exceção da lança. Ainda assim, a Carta de Quitação (tipo de diploma régio, passado pela «Casa dos Contos» a funcionários da Coroa, da administração central ou local, que eram responsáveis por auferir as receitas do reino e efectuar despesas régias) de 1455 menciona expressamente a bisarma e a foucinha ou foucinho. As tapeçarias de Pastrana, desse período, mostram equipamentos em geral constituídos de uma haste de cerca de dois metros de comprimento, tendo na ponta superior um ferro com gume, de ponta bicuda, podendo ser usado para perfurar, como uma lança.
No século XIV, o básico longo machado ganhou uma ponta afiada para penetrar nas armaduras em resposta à necessidade de uma arma que poderia penetrar nelas, e contou com várias combinações de um machado de lâmina, uma ponta afiada e um martelo. Foi a arma predileta para homens de armas lutando a pé no século XVI.
Outros exemplos são o espontão, a vulge ou mesmo a baioneta, que, quando fixada ao fuzil, transforma-o numa arma de combate corpo a corpo.
Em 1548, o mestre de armas italiano Achille Marozzo dedicou às armas de haste um dos capítulos do seu tratado Opera Nova dell'Arte delle Armi. 

## Machado dinamarquês
O machado dinamarquês é uma arma com uma cabeça em forma de crescente montada em uma haste variando de 1,20 a 1,80 metro de comprimento. Originalmente era uma arma dos viquingues, ela foi no século XI adotada pelos anglo-saxões e normandos, espalhando-se por toda a Europa nos séculos XII e XIII.
Variantes dessa arma básica continua em uso na Escócia e na Irlanda no século XVI.